# Brachyplatystoma
Brachyplatystoma (Брахіплатистома) — рід риб з триби Brachyplatystomatini родини Пласкоголові соми ряду сомоподібні. Має 7 видів. Інша назва «сом-голіаф». Наукова назва походить від грецьких слів brachys, тобто «короткий», «плаский», та stoma — «рот». Викопний вид Brachyplatystoma promagdalena існував у часи міоцену у водоймах на території сучасного басейну річки Магдалена (Колумбія).

## Опис
Загальна довжина представників цього роду коливається від 57 см до 3,6 м, максимальна вага 200 кг. Голова коротка, широка, сплощена зверху. Очі помірно великі. Є 3 пари вусів, з яких 1 пара на верхній щелепі є найдовшою. Зяброва кришка у більшості видів має трикутну форму. Тулуб подовжений, кремезний. Плавальний міхур розділено на передню частину і трикутну задню частину. Є черевний гребінь під ключицею. Спинний плавець невеликий, з жорстким променем. Присутня основна кістка, яка підтримує грудні плавці, які мають шипи. Грудні плавці невеличкі. Жировий плавець товстий, маленький. Анальний плавець помірної довжини. Хвостовий плавець помірно глибоко роздвоєний.
Забарвлення спини темно-коричневе або чорне, черево — білого або кремового кольору. У низки видів присутні контрастні вертикальні смуги. Молоді особини мають численні великі плями, що з віком зникають або значно тьмяніють. У низки видів плавці червонуватого або чорного кольору.

## Спосіб життя
Це демерсальні риби. Воліють до прісної води. Основний біотоп більшості видів — великі та середні річки з каламутною або чорною водою й помірною течією. Дно — від піщаного, до глинистого. Один вид (B. tigrinum) зустрічається у вируючих потоках кам'янистих пасом. B. juruense живе також у швидких потоках, біля порогів у прозорій або каламутній воді.
Великі соми є одинаками, невеличкі — утворюють групи. Деякі види є мігруючими. Вдень ховаються під корчами або серед каміння. Активні у присмерку та вночі. Соми даного роду — м'ясоїдні хижаки. Живляться рибою, великими ракоподібними. У великих сомів у шлунках знаходили фрагменти мавп. На велику рибу не полюють. Розмір майбутньої здобичі визначають дактильним методом за допомогою вусів. Якщо риба виявляється великої, то у сомів пропадає до неї інтерес. Травлення цих сомів має високу ефективність.
Під час нересту у деяких видів (B. vaillantii, B. platynemum, B. rousseauxii) відбувається міграція на великі відстані. Відкладається ікра у сезон дощів. Мальків живуть у гирлах річок та лиманах до 3 років.
Є об'єктом промислового рибальства, яке здійснюється з використанням ярусних або дрифтерних сіток. Цінуються за смачне м'ясо.

## Розповсюдження
Мешкають у басейнах річок Амазонка, Ориноко, Іка, Трометас, Пурус, Тефе, Яруа, Мадейра і Ріо-Негро.

## Тримання в акваріумі
Акваріум повинен бути об'ємом від 500—600 літрів. На дно насипають суміш великого і світлого піску темних тонів. Зверху кладуть великі гіллясті корчі, щоб соми могли сховатися від денного світла. Рослини, з потужною кореневою системою висаджують уздовж задньої стінки акваріума. Для B. tigrinum і B. jurunense водойму оформляють інакше: на дно насипають дрібну гальку, зверху якою володіють великі камені неправильної форми темних тонів. Рослин і корчів не потрібно.
Молодих риб можна містити невеликими групами по 3-4 особи. Сусідами можуть стати харацинові: метініси, мілеуси, інші великі пласкоголові соми, хапліаси. Годують риб у неволі шматочками риби, креветками, кальмаром. Можна шматок їжі «подавати» сому на кінчику пластмасового пінцета прямо до рота. З технічних засобів знадобиться 1-2 внутрішніх фільтра середньої потужності для створення помірної течії, компресор. Для B. tigrinum і B. juruense фільтр повинен бути потужніший. Можна додати помпу. Температура тримання повинна становити 22-26 °C.

## Види
- Підрід Brachyplatystoma
  - Brachyplatystoma juruense
  - Brachyplatystoma platynemum
  - Brachyplatystoma tigrinum
  - Brachyplatystoma vaillantii
- Підрід Malacobagrus
  - Brachyplatystoma capapretum
  - Brachyplatystoma filamentosum
  - Brachyplatystoma rousseauxii